# Berne-da-batatinha
O berne-da-batatinha (Phyrdenus muriceus) é uma espécie de besouro da família dos curculionídeos. Tais insetos recebem esse nome popular devido ao fato de atacarem plantações de batatinha, tomate e beringela nas regiões Sudeste e Sul do Brasil. Também são conhecidos pelo nome de bicho-da-tromba-de-elefante.